# Золота гора
«Золота гора» (італ. La montagna d'oro), також відомий як «Летючий потяг» — пригодницький науково-фантастичний роман Еміліо Сальгарі, виданий 1901 року.

## Історія написання

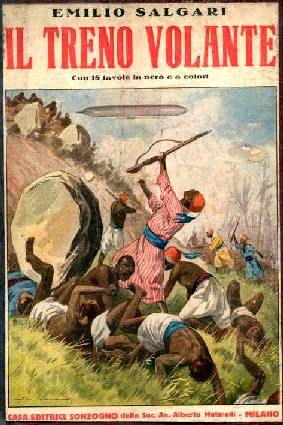
Обкладинка перевидання роману під назвою «Літаючий потяг», Sonzogno 1928.

Роман надруковано 1901 року, але не під прізвищем Сальгарі, а під пседонімом Гвідо Альтієрі (вже використовувався того ж року в романі «Знищення Китаю»), з 34-а додатками для видавництва «Бйондо ді Палермо» під назвою «Золота гора». Для цього твору Коррадо Саррі намалював 33 ілюстрації. IX розділ роману («Напад на шимпанзе») з'явився вже 30 травня того ж року в дитячому журналі «Il Giovedì» №22, під редакцією братів Спайрані в Турині.
Починаючи з 1926 року, з подальшим перевиданням від Sonzogno, роман був остаточно приписаний перу Еміліо Сальгарі, але з уточнюючим додатком до назви — «Летючий поїзд» (у 1923 році Sonzogno опублікував ще один роман під назвою «Золота гора», під авторством Гільєльмо Стокко). У 1972 році він був перевиданий під оригінальною назвою.

## Сюжет
Занзібар, 15 серпня 1900 року. Оттон Стрекер та його товариш-грек Маттео Копекі наважився на подорож до серця чорної Африки на революційному літальному апараті, розробленому самим Стекером, німецькому дирижаблі під назвою «Летючий поїзд». Два авіатори шукають легендарну «Золоту гору» та її казкові скарби, інформацію про яку вони отримали завдяки документам британського мандрівника Джоан Камберта, який загинув двома роками раніше. Цей документ випадково виявив араб Ель-Кабір, друг двох авіаторів, який приєднується до них в цій авантюрній пригоді. Камберт, узятий в полон племенем злих аборигенів, обіцяє в документі розкрити таємницю розташування «Золотої гори» тим, хто прийде врятувати його. Суперниками екіпажу дирижабля є жорстокий та безжалістний купець Алтарик, який, дізнавшись про таємницю, спочатку створив караван, щоб досягти таємничого скарбу, а також корумпований султан Мхонди, тиранічний правитель держав Центральної Африки.

## Видання
- Emilio Salgari (come cap. Guido Altieri). illustrazioni di Corrado Sarri // La montagna d'oro. — (in 34 dispense). — Palermo : Salvatore Biondo, 1901.
- Emilio Salgari. Il treno volante. — Sonzogno, 1926.
- Emilio Salgari. Il treno volante. — Sonzogno, 1928.
- Emilio Salgari. Il treno volante. — Sonzogno, 1941.
- Emilio Salgari. Il treno volante. — Il Romanzo di Avventure. — Andrea Viglongo e C, 1953.
- Emilio Salgari. Il treno volante. — Tigri e Corsari 64. — Fratelli Fabbri Editori, 1969.
- Emilio Salgari. Il treno volante. La montagna d'oro. — Tutto Salgari 1. — Edizioni Paoline, 1972.
- Emilio Salgari. La montagna d'oro. — Emilio Salgari. L'Opera Completa 15. — Fabbri Editori, 2002.